# Sam Stanton
Samuel "Sam" Stanton (Edinburgh, 19 april 1994) is een Schots voetballer die voor Hibernian FC speelt.
Op 28 januari 2012 maakte Stanton zijn debuut voor Hibernian tegen de Glasgow Rangers in de Scottish Premier League.